# 엘사 마르티넬리
엘사 마르티넬리(Elsa Martinelli, 1935년 1월 30일 ~ 2017년 7월 8일)는 이탈리아의 배우, 모델이다.

## 생애
토스카나주 그로세토에서 태어난, 마르티넬리는 가족들과 함께 로마로 이사를 갔다. 1953년에 로베르토 카푸치에게 발굴되어 패션계에 입문한다. 모델이 된 후 영화에서 작은 역할을 맡기 시작한다. 클로드 오탕라라의 《적과 흑》 (1954)에 출연 후, 다음 해에 《인디언 파이터》에서 커크 더글러스의 상대역으로 첫 주연을 맡았다. 더글라스는 잡지 커버를 마르티넬리가 장식해야한다고 주장해, 그의 프로덕션인 브라이나 프로덕션에서 그녀를 고용하게 된다. 1956년에 마리오 모니첼리의 《도나텔라》에서 '도나텔라'를 연기해, 제6회 베를린 국제 영화제에서 은곰 부문 여자 연기상을 수상했다.
1960년대 말부터, 마르티넬리는 유럽에서 다양한 외국어 작품에 출연했다. 마지막 영어 역할은 1992년에 개봉한 《강아지를 타고 온 건달들》에서의 '카를라' 요원 역이다. 가장 최신 출연작품은 2005년에 방영을 한 이탈리아의 드라마인 《오르골리오》에서 '두케사 디 몬테포르테' 역이다.

## 개인 삶
마르티넬리는 만치넬리 스코티 디 산비토 백작과 첫 결혼을 했고, 그와의 사이에서 배우 크리스티나 만치넬리(1958년~)를 낳는다. 1968년에는 파리 마치의 사진가이자 가구 디자이너인 윌리 리초와 재혼한다.
2017년 7월 11일 이탈리아 로마에서 82세를 일기로 숨졌다.